# Close to Home
För musikfestivalen i Borås, se Close to Home (musikfestival).
Close to Home är en amerikansk TV-serie från 2005 som handlar om åklagaren Annabeth Chase , spelad av Jennifer Finnigan, och hennes kollegor och fall. Serien började med att hon kommer tillbaka till arbetet efter att ha fått barn. Hennes fall handlar om sådant som finns under ytan i den till synes välordnade villaförorten.
Serien sändes i Sverige i TV3 under 2006.